# シンガポール日本人学校中学部ウエストコースト校
シンガポール日本人学校中学部ウエストコースト校（シンガポールにほんじんがっこうちゅうがくぶウエストコーストこう、英語: The Singapore Japanese Secondary School West Coast Campus）は、シンガポール共和国にある日本人学校である。

## 概要
シンガポール日本人会によって設立・運営され、シンガポールの教育法に基づき設立された私立の在外教育施設であり、日本の中等教育を日本の文部科学省の定める学習指導要領に則って行っている。
施設の維持には入学金・授業料・施設費の他に、日本人会の企業寄付金、個人寄付金や日本政府補助金によって賄われている。

## 沿革
- 1912年 - 邦人有志によってミドルロードに日本人学校が開校する。（教員1名、児童28名）
- 1941年 - 第二次世界大戦によって閉校。イギリス軍によって抑留
- 1942年 - 昭南特別市第一国民学校として再開。
- 1945年 - 終戦によって閉校。連合軍によって抑留され昭和21年までジュロン国民学校となる。
- 1966年 - ダルベイエステート校が開校する。
- 1968年 - 中学該当生徒の補習授業を開始する。
- 1970年 - 中学部が開校する。（生徒16名）
- 1982年 - 新中学部校舎建設費資金国庫補助20年が決定する。
- 1984年 - 新中学部校舎（元校舎）竣工開校式
- 2013年 - 改修工事
- 2017年 - グローバルクラス設置[2]

## 学校行事
- 4月 - 入学式
- 6月 - 体育大会
- 7月 - NUS High Schoolとの学校交流
- 9月 - 獅和祭（文化祭）
- 10月 - 修学旅行
- 11月 - シンガポール日本人墓地清掃
- 1月 - 野外活動、職場体験学習
- 3月 - 卒業式

## 施設
体育館や校庭の他に、道場・テニスコートがある。普通教室は22室、特別教室は16室の計38室がある。敷地総面積は17,014 m2、校舎総面積は10,689 m2。

## アクセス
最寄り駅のクレメンティ駅から徒歩15分。生徒は徒歩・公共交通機関やスクールバスを使って登校する。

## グローバルクラス
中学部には1学年に1クラス、計3のグローバルクラスが設置されている。

## 著名な出身者
- 西山耕平（読売テレビアナウンサー）

## 関連学校
- シンガポール日本人学校小学部クレメンティ校
- シンガポール日本人学校小学部チャンギ校